# (26205) Kuratowski
(26205) Kuratowski (1997 LA5) – planetoida z pasa głównego asteroid okrążająca Słońce w ciągu 4 lat i 39 dni w średniej odległości 2,56 au. Została odkryta 11 czerwca 1997 roku w Prescott Observatory przez Paula Combę. Nazwa planetoidy pochodzi od Kazimierza Kuratowskiego, polskiego matematyka.